# J. Ogden Armour

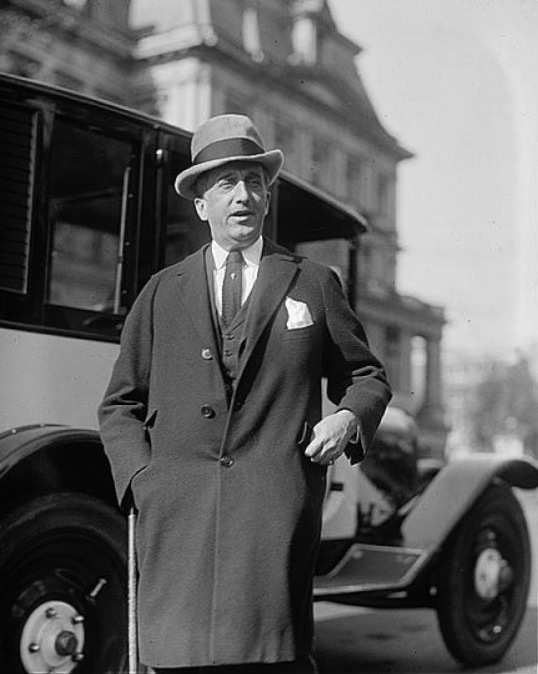
J. Ogden Armour

Jonathan Ogden Armour, född 11 november 1863 och död 16 augusti 1927, var en amerikansk affärsman, son till Philip Armour.
Armour inträdde 1883 i familjefirman, och blev delägare året därpå, och chef för företaget 1901. Armour har utvecklade firman Armour & Co. till ett jätteföretag, som 1919 kunde uppvisa en försäljningsumma på över en miljard och en nettovinst på mer än 27 miljoner dollar. 1920 förbjöds Armour genom myndigheternas ingripande att fortsätta med den vidlyftiga affärsverksamhet utanför firmans egentliga område, som han sedan lång tid bedrivit, och ålades att avveckla ifrågavarande verksamhet inom två år. Firmans rörelse blev därmed begräsade till vissa livsmedelsprodukter.